# Papuagrion reductum
Papuagrion reductum là một loài chuồn chuồn kim trong họ Coenagrionidae.
Loài này được xếp vào nhóm loài thiếu dữ liệu trong sách Đỏ của IUCN năm 2007.
Papuagrion reductum được Ris miêu tả khoa học năm 1913.